# 玖珠インターチェンジ

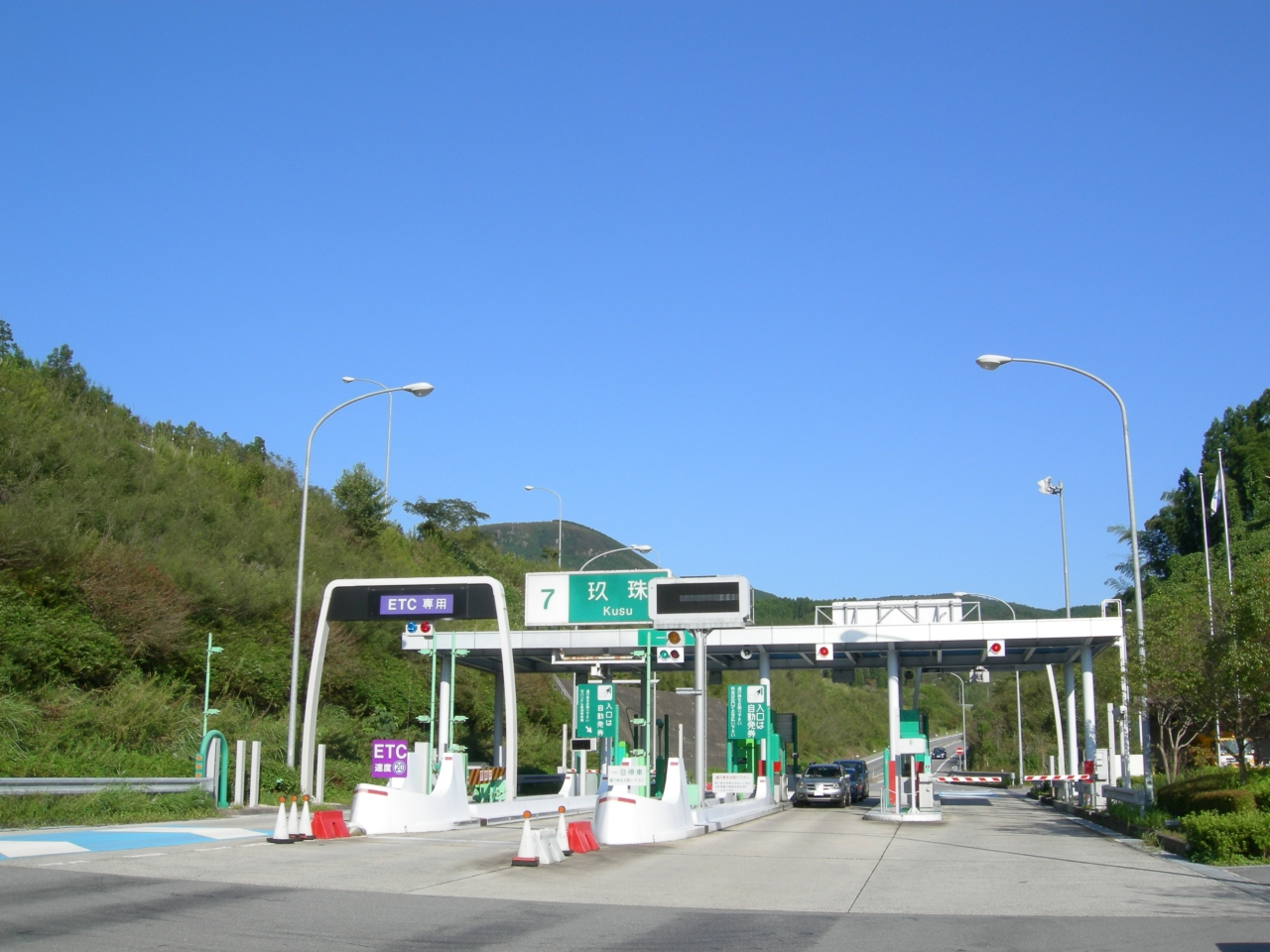
安全通路設置前の料金所

玖珠インターチェンジ（くすインターチェンジ）は、大分県玖珠郡玖珠町大字帆足にある大分自動車道のインターチェンジである。バス停留所を併設している。玖珠町中心部に最も近いインターチェンジであるほか、熊本県小国町の最寄りインターチェンジの1つともなっており、道の駅童話の里くすが隣接している。
玖珠インターチェンジの分岐は本線の料金所側でなく一旦本線をアンダークロスしてから分岐する為、右分岐が福岡・長崎方面、左分岐が大分方面となり方向を間違いやすい。アンダークロスの直後、右側に分岐表示があるので、充分確認してから入る必要がある。

## 歴史
- 1995年3月10日 : 日田IC - 玖珠IC間開通にともない供用開始。
- 1996年3月26日 : 玖珠IC - 湯布院IC間開通。

## 接続する道路

### 直接接続
- 国道387号

### 間接接続
- 国道210号

## 料金所
ブース数：4

### 入口
- ブース数：2
  - ETC専用:1
  - ETC/一般：1

### 出口
- ブース数：2
  - ETC専用：1[1]
  - 一般：1

## 玖珠バスストップ
玖珠バスストップ（くすバスストップ）は、玖珠インターチェンジに併設されたバス停留所である。バス事業者間では、玖珠インター（くすインター）という名称が使われており、一般的にはこの通称名で呼ばれている。料金所の外の進入路にあり、どちらの方向に向かうバスも同じ場所に停車する。

### 停車する系統および隣接停留所
| 路線愛称     | 運行会社                                  | 方面・経路 |
| ------------ | ----------------------------------------- | --- |
| ゆふいん号   | 西日本鉄道 亀の井バス 日田バス            | 由布院方面：九重IC → 由布院 福岡方面：高速基山 → 福岡空港国際線 → 福岡（天神高速BT・博多BT）                            |
| サンライト号 | 長崎県交通局 長崎自動車 大分交通 大分バス | 大分方面：湯布院IC → 別府（鉄輪・北浜） → 大分（トキハ前・新川） 長崎方面：高速甘木 → 大村IC → 長崎（昭和町・長崎駅前） |

### のりかえ
- 日田バス・玖珠観光バス「森中央小学校前」バス停（約400m）
- 玖珠町まちなか循環バス「道の駅」バス停（約100m）

## 周辺
- 万年山
- 伐株山
- 耶馬渓
- 慈恩の滝
- 豊後森機関庫
- 道の駅童話の里くす
- 道の駅慈恩の滝くす
- 陸上自衛隊玖珠駐屯地

## 隣
E34 大分自動車道
(6)天瀬高塚IC/BS - 玖珠SA - (7)玖珠IC/BS - (8)九重IC/BS